# 朝鲜革命歌剧
朝鲜革命歌剧是朝鲜民主主义人民共和国的特有歌剧形式，也是该类型歌剧剧目的统称，与歌剧不同，更接近於音乐剧。

## 五大革命歌剧
- 《血海》
- 《賣花姑娘》
- 《党的好女儿》
- 《密林啊，说吧》
- 《金刚山之歌》